# Raionul Sakî, Crimeea
Sakî (în ucraineană Сакський район, transliterat: Sakskîi raion; în rusă Сакский район, transliterat: Sakskîi raion, în tătară crimeeană Saq rayonı) este un raion din Republica Autonomă Crimeea, Ucraina. Reședința sa este orașul regional Sakî, care nu aparține raionului.

## Demografie
Componența lingvistică a raionului Sakî
     Rusă (64,48%)
     Ucraineană (16,91%)
     Tătară crimeeană (16,48%)
     Alte limbi (0,7%)
Conform recensământului din 2001, majoritatea populației raionului Sakî era vorbitoare de rusă (64,48%), existând în minoritate și vorbitori de ucraineană (16,91%) și tătară crimeeană (16,48%).